# سارا پولک
سارا چایلدرس پولک (به انگلیسی: Sarah Childress Polk)؛ (زاده ۴ سپتامبر ۱۸۰۳ - درگذشته ۱۴ اوت ۱۸۹۱) یک سیاست‌مدار اهل ایالات متحده آمریکا که بانوی اول این کشور بود.